# ووکوساوتسی
ووکوساوتسی (به صربی: Vukosavci) یک منطقهٔ مسکونی در صربستان است که در آرانجلوواس واقع شده‌است. ووکوساوتسی ۴۱۱ نفر جمعیت دارد.